# Aldeide deidrogenasi (NAD+)
La aldeide deidrogenasi (NAD+) è un enzima appartenente alla classe delle ossidoreduttasi, che catalizza la seguente reazione:
un'aldeide + NAD+ + H2O ⇄ un acido + NADH + H+
L'enzima ha un'estesa specificità, tra cui l'ossidazione del D-glicuronolattone a D-glicarato.